# Congresso de Mulheres dos Aliados no Serviço de Guerra
O Congresso das Mulheres dos Aliados no Serviço de Guerra (do francês: "Congrès des Femmes alliées au service des œuvres de guerre") foi uma reunião de mulheres integradas no serviço de guerra, realizada no Théâtre des Champs-Élysées, em Paris (França), a 22 de agosto de 1918, tendo contado com a participação de duas mil mulheres. O Lyceum Club, na Rue de Penthièvre, filial do London Lyceum, tornou-se na sede do Congresso, e o ambiente sugeria que um "Inter-Allied Club" poderia surgir como resultado do evento.
De acordo com o seu programa, as mulheres aliadas (francesas, britânicas, americanas, italianas, belgas e sérvias), pretendiam olhar para o futuro, reunindo-se para "melhorar a oportunidade sem igual de interpretar umas às outras as mulheres das nações em cujas mãos repousarão em medida crescente as influências formativas na construção do novo mundo. Acredita-se que tais forças, devidamente estimuladas e dirigidas, encurtarão a guerra."

## Participantes
O Congresso era presidido por Georges Clemenceau, então primeiro-ministro francês, e dirigido por David Lloyd George, então primeiro-ministro do Reino Unido; contudo, devido à interferência dos eventos da Primeira Grande Guerra, a cerimónia, prevista para ocorrer nos dias 11 e 12 de Agosto, foi adiada para 21 e 22 de Agosto, sendo presidida por Lord Derby, embaixador britânico na França, e dirigida por Stephen Pichon, ministro dos Negócios Estrangeiros francês.

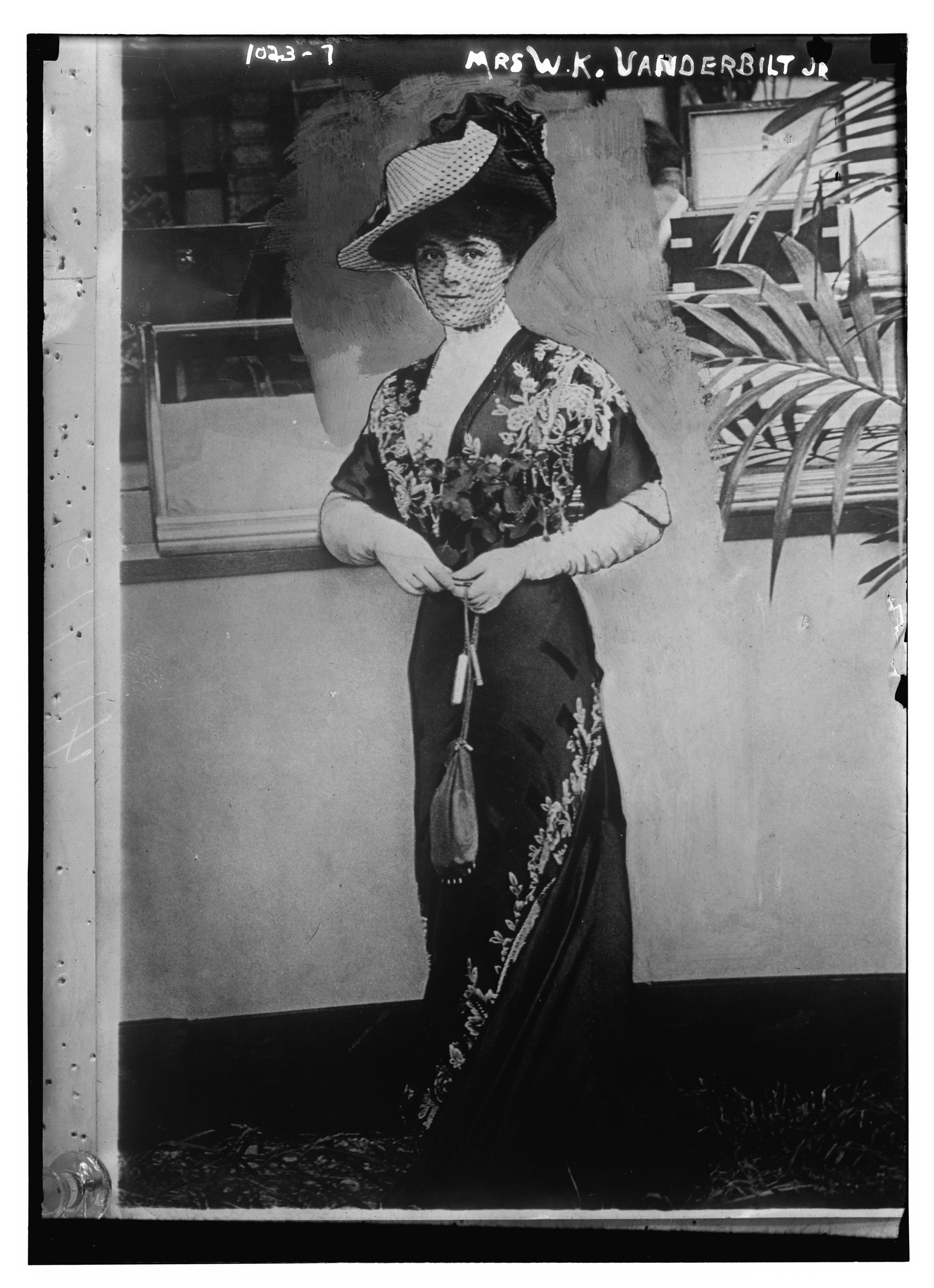
Virginia Vanderbilt, presidente do Comitê Executivo

O Comitê Executivo foi presidido por Virginia Vanderbilt e composto por 26 membros, todas mulheres provenientes dos três maiores países aliados, como Julie Siegfried, Avril de Sainte-Croix, Condessa Helene Goblet d'Alviella, Aline Poincaré Boutroux, Ethel Knight, Mildred Barnes Bliss, Edith Wharton, Isabel Stevens Lathrop e Edith Roosevelt. As ativistas pacifistas Irene Headley Armes, Mary Dingman e Mary George White também participaram no evento, representando a filial americana da YWCA.
A conferência incluiu 102 diferentes sociedades de mulheres em serviço de guerra, muitas em representação oficial de nações em guerra, como o Reino Unido, França, Estados Unidos, Bélgica, Itália, Roménia, Polónia, Sérvia e Montenegro. Apesar da Rússia ter abandonado o grupo dos Aliados em 1917, o país foi representado por um comité feminino. Outros membros incluíam mulheres das Repúblicas da América do Sul, Ásia e África. As mulheres da YWCA americana, Cruz Vermelha americana, YMCA e do Fundo Francês Americano para os Feridos, compunham cerca de três quartos da assembleia, de acordo com o jornal Paris Herald.
Edith Balfour Lyttelton, em representação do movimento britânico Women's Land Army (WLA), Dame Katherine Furze, do Women's Royal Naval Service (WREN), Katharine Stewart-Murray, Duquesa de Atholl, da Cruz Vermelha britânica, e Ray Strachey, em representação das mulheres do Partido Trabalhista, faziam parte da delegação britânica. O Triângulo Azul Britânico foi representado por Alexandrina McArthur “Rena” Carswell Datta, a Marquesa de Hartington e Ethel Knight.
As 75 secretárias americanas da YWCA, em seus uniformes cinza-azulados, estavam presentes para representar as mulheres dos Estados Unidos que as enviaram para a França. Delegados de cerca de cem outras organizações estiveram presentes. Janet Wallace Emrich, de Berkeley, Califórnia, falou do espírito de cooperação demonstrado por todas as mulheres no trabalho de guerra no Congresso e da gratidão que os franceses em particular sentiam pelas mulheres dos EUA 

## Atividades

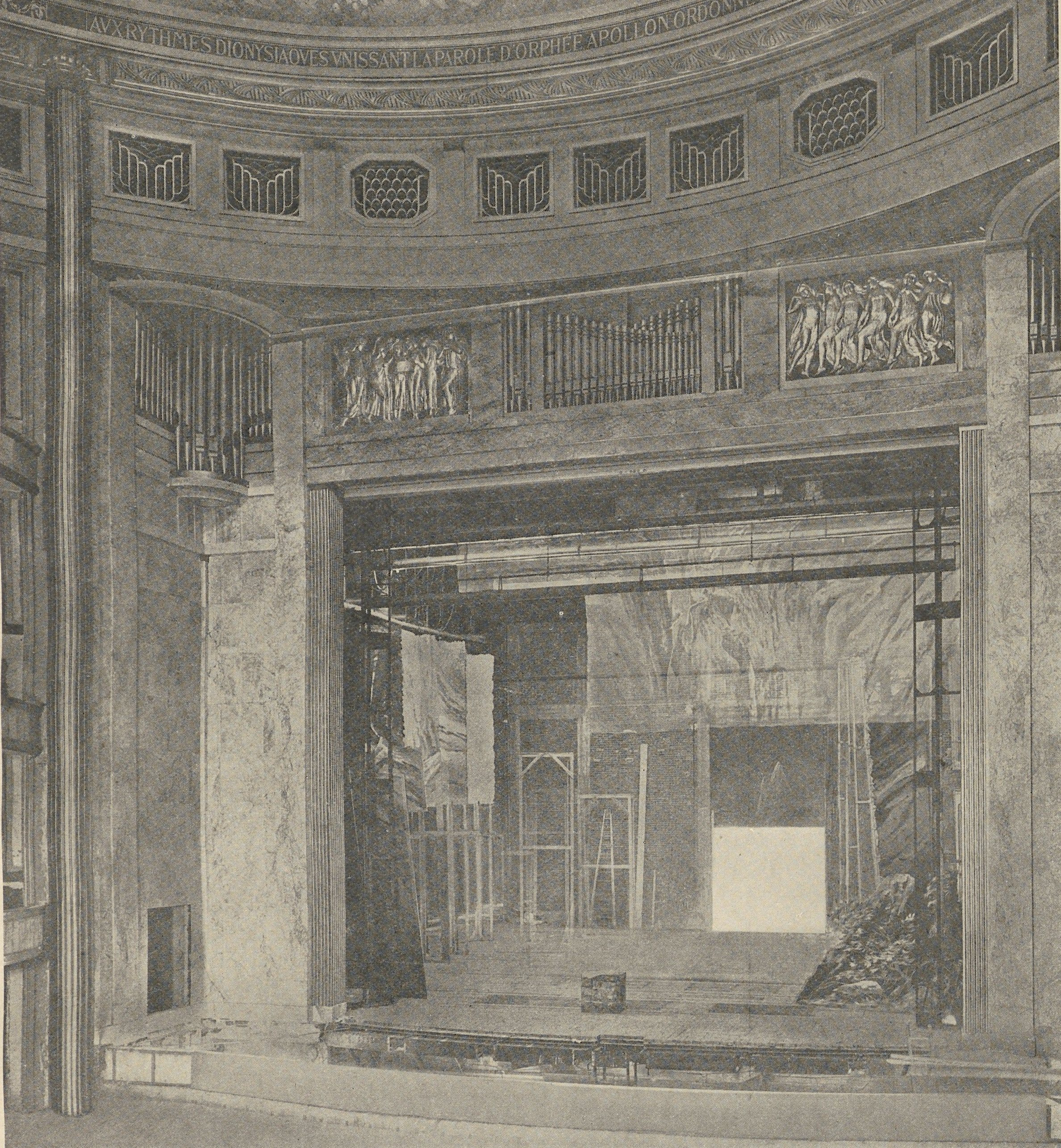
Teatro Champs Elysées, 1914

A cerimônia inaugural ocorreu a 21 de agosto de 1918 no Théâtre des Champs-Élysées.
Um dia depois, a 22 de agosto, quando Lord Derby, embaixador britânico na França, leu a chamada das organizações, cada delegação se levantou em massa. As duas mil mulheres, lideradas pela banda, composta por um regimento afro-americano, levantaram-se e cantaram, em francês e inglês, "The Battle Hymn of the Republic".
O programa de guerra das mulheres francesas foi revisto na conferência. Uma mulher francesa disse ao Comitê Executivo: "Se conseguirem que o governo francês recupere este movimento, terão realizado a libertação das mulheres de França; uma nova era começará para elas." Émile Boutroux, uma das principais feministas da França, também falou sobre o alinhamento das mulheres francesas com as mulheres do resto do mundo. A escritora e ativista britânica Edith Balfour Lyttelton afirmou que até então as mulheres poderiam ter realizado grandes feitos, contudo ainda pretendiam fazer mais, tendo ainda lido uma mensagem do presidente americano Woodrow Wilson e, em seguida, delineado o grande propósito das mulheres trabalhadoras de guerra: o de estabelecer uma maior simpatia e uma união cada vez mais forte entre todas as mulheres das nações aliadas.
Outras atividades incluíram um jantar de gala no Hotel Quai d'Orsay, tendo contado com a participação de 500 mulheres.

## Legado

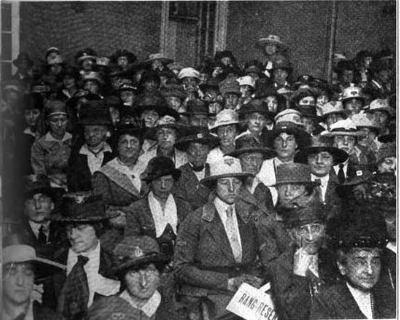
Membros do Congresso das Mulheres dos Aliados no Serviço de Guerra (1918)

Foi acordado pelo Comitê Executivo do congresso que fosse enviado às mulheres das nações aliadas a seguinte mensagem assinada por Alexandrina McArthur “Rena” Carswell Datta:
"As mulheres em serviço de guerra na França cumprimentam as seus colegas de trabalho nos países aliados. O nosso maior propósito deve ser o de—
Ficar unidas atrás dos exércitos.
Prestar qualquer serviço que libere um homem de lutar contra o inimigo.
Preencher qualquer lacuna.
Formar um muro de esforço tão sólido quanto o dos nossos soldados.
Fortalecê-los como eles nos protegem, e assim acelerar a vitória e uma paz duradoura.
Às mulheres que esperam, enviamos uma saudação especial de respeito. A coragem com que carregam o pesado fardo de sua ansiedade e a monotonia da espera nos guia em nosso caminho. Continuem em casa e no exterior, mulheres em serviço de guerra, todas nós juntas."

## Arquivos
As reuniões de planejamento ocorreram nos dias 3 e 7 de agosto de 1918. As atas das reuniões do Comitê Executivo são mantidas pelos Arquivos Bliss, nos Arquivos da Universidade de Harvard.

### Atribuição
- Este artigo incorpora texto de uma publicação, atualmente no domínio público: Blackwell, Alice Stone (1918). «"The Alliées in Paris" by K. Clark». The Woman Citizen. 3 Public domain ed. [S.l.]: Leslie Woman Suffrage Commission